# Attila Dargay
Dans le nom hongrois Dargay Attila, le nom de famille précède le prénom, mais cet article utilise l’ordre habituel en français Attila Dargay, où le prénom précède le nom.
Attila Dargay, né à Mezőnyék (Hongrie) le 20 juin 1927 et mort à Budapest (Hongrie) le 20 octobre 2009, est un réalisateur et scénariste de films d'animation hongrois.

## Biographie
Attila Dargay commence à travailler comme décorateur pour le Théâtre national de Hongrie à la fin des années 1940. Il réalise des productions d'animation telles que Hajra, Mozdony ! (1972), Mathieu l'Astucieux (1977), Vuk (1981), The Treasure of Swamp Castle (1985) et Captain of the Forest (1988).
Il étudie au Collège des Beaux-Arts de Budapest jusqu'en 1948, date à laquelle il est renvoyé pour des raisons politiques. À partir de 1951, il travaille comme peintre de décors au Théâtre national, et en parallèle il travaille comme stagiaire sur des films d'animation, à partir de 1954, il travaille comme planificateur de dessins animés. Il devient réalisateur de films d'animation en 1957, sa première réalisation indépendante étant Don't give in little man! (Ne hagyd magad emberke !) en 1959. Il a commencé à travailler au Pannonia Film Studio alors formé en 1957. Ses films sont populaires auprès des enfants et des adultes. Il est également auteur de plusieurs livres d'animation et bandes dessinées. Sa figure de bande dessinée la plus connue est le chien Kajla (Kajla kutya). Sa bonne humeur se reflète dans toutes ses œuvres, ce qui a fait rire toutes les générations parmi son public. En 2008, son film d'animation le plus connu a été refilmé par György Gát, mais Dargay n'a pas approuvé l'utilisation de ses personnages originaux car il n'était pas d'accord avec l'esprit du nouveau film. Il meurt un an plus tard, âgé de 82 ans à Budapest,,.
Son épouse et coopératrice permanente Irén Henrik, fut la caméraman des Studios Pannónia (Pannónia Filmstúdió).

## Filmographie partielle
- 1977 : Lúdas Matyi
- 1977 : Vuk

## Récompenses et distinctions
- Prix Béla Balázs